# Кейнсіанська революція

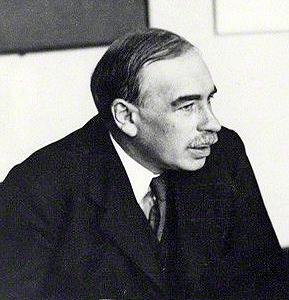
Джон Мейнард Кейнс

Кейнсіанська революція стала фундаментальною реконструкцією економічної теорії щодо факторів, що визначають рівень зайнятості в економіці в цілому. Ця революція була спрямована проти тодішньої ортодоксальної економічної парадигми,  неокласичної економіки. 
Ранній етап кейнсіанської революції припав на роки після публікації «Загальної теорії» Джона Мейнарда Кейнса в 1936 році. У цей період неокласичне розуміння зайнятості було замінено поглядом Кейнса, згідно з яким саме попит, а не пропозиція, є визначальним фактором рівня зайнятості. Це надало Кейнсу та його прихильникам теоретичне підґрунтя для аргументації, що уряди повинні втручатися з метою зменшення високого рівня безробіття. Оскільки Кейнс не міг брати активної участі в теоретичних дебатах після 1937 року, швидко розпочався процес узгодження його праць зі старою системою для формування неокейнсіанської економіки, яка є поєднанням неокласичної економіки та кейнсіанської економіки. Процес поєднання цих шкіл називається неокласичною синтезою, а неокейнсіанську економіку можна підсумувати як «кейнсіанську в макроекономіці, неокласичну в мікроекономіці».

## Історичний контекст
Революція полягала насамперед у зміні основних економічних поглядів та створенні єдиної концепції — багато ідей та політичних рекомендацій, які відстоював Кейнс, мали попередників у школі Недоспоживання 19 століття, а деякі форми державних стимулів застосовувалися в США 1930-х років без інтелектуальної концепції кейнсіанства.
Центральною зміною в політиці була теза про те, що дії уряду можуть змінити рівень безробіття за допомогою дефіцитного фінансування (фіскальних стимулів), таких як громадські роботи або зниження податків, а також зміни процентних ставок і грошової маси (монетарної політики) — до цього моменту панівною ортодоксальною думкою було бачення Міністерства фінансів, що дії уряду не можуть змінити рівень безробіття.

Представники Австрійської школи вбачали в такій політиці серйозну проблему. Зокрема, Людвіг фон Мізес в своїй книзі "Лібералізм" писав
Очевидно, що марно намагатися ліквідувати безробіття, розпочавши програму громадських робіт, яка в іншому випадку не була б здійснена. Необхідні ресурси для таких проектів мають бути вилучені через податки або позики з того застосування, яке вони могли б знайти в іншому випадку. Таким чином, безробіття в одній галузі можна зменшити лише в тій мірі, в якій воно збільшується в іншій (Liberalism, p. 85)
Рушійною силою була економічна криза Великої депресії та публікація в 1936 році книги Джона Мейнарда Кейнса «Загальна теорія зайнятості, відсотків і грошей», яка потім була перероблена Джоном Гіксом у неокласичну концепцію, зокрема модель IS/LM 1936/37 років. Ця синтеза була потім популяризована в американських академічних колах у впливовому підручнику «Економікс» Пола Самуельсона, починаючи з 1948 року, і стала домінуючою в економічному мисленні США після Другої світової війни. Сам термін «кейнсіанська революція» був використаний в тексті 1947 року «Кейнсіанська революція» американського економіста Лоуренса Кляйна.  У Сполучених Штатах кейнсіанська революція спочатку активно боролася консерваторами під час Другої червоної паніки (маккартизму) і звинувачувалася в комунізмі, але в кінцевому підсумку форма кейнсіанської економіки стала мейнстрімом.

Кейнсіанська революція піддавалася критиці з ряду причин: деякі, зокрема представники школи «The Freshwater» та Австрійської школи, стверджують, що революція була помилковою та неправильною. Зокрема, Людвіг фон Мізес - економіст Австрійської школи, захисник ідей класичного лібералізму в своїй книзі Planning for Freedom писав:
Безпрецедентний успіх кейнсіанства пояснюється тим, що воно надає очевидне виправдання політиці «дефіциту», яку проводять сучасні уряди. Це псевдофілософія тих, хто не може придумати нічого іншого, окрім як розтринькати капітал, накопичений попередніми поколіннями.
Суть кейнсіанства полягає в його повному нерозумінні ролі, яку відіграють заощадження і нагромадження капіталу в поліпшенні економічних умов.
Вони [кейнсіанці] безтурботно припускають, що держава має в своєму розпорядженні необмежені кошти.

Кейнс не спростовував закон Сея. Він відкинув його емоційно, але не висунув жодного вагомого аргументу, щоб заперечити його раціональність.

На противагу цьому, інші школи кейнсіанської економіки, зокрема посткейнсіанська економіка, стверджують, що «кейнсіанська» революція ігнорувала або спотворювала багато фундаментальних ідей Кейнса і не пішла достатньо далеко.

## Теорія зайнятості
Центральним аспектом кейнсіанської революції була зміна теорії щодо факторів, що визначають рівень зайнятості в економіці в цілому. Революція була спрямована проти ортодоксальної класичної економічної моделі та її наступниці, неокласичної економіки, яка, базуючись на законі Сея, стверджувала, що за відсутності особливих умов вільний ринок природним чином встановить рівновагу повної зайнятості без необхідності втручання уряду. Ця точка зору стверджувала, що роботодавці зможуть отримувати прибуток, наймаючи всіх доступних працівників, якщо працівники знизять свою заробітну плату нижче вартості загального обсягу продукції, яку вони здатні виробити, — і класична економіка припускала, що на вільному ринку працівники будуть готові відповідно знизити свої вимоги щодо заробітної плати, оскільки вони є раціональними агентами, які воліють працювати за меншу зарплату, ніж стикатися з безробіттям.
Кейнс стверджував, що як закон Сея, так і припущення про те, що економічні суб'єкти завжди поводяться раціонально, є оманливими спрощеннями, і що класична економіка була надійною лише в описі особливого випадку. Кейнсіанська революція замінила класичне розуміння зайнятості поглядом Кейнса, що зайнятість є функцією попиту, а не пропозиції. 

Людвіг фон Мізес - економіст Австрійської школи, захисник ідей класичного лібералізму в своїй книзі Planning for Freedom писав:
Кейнс не спростовував закон Сея. Він відкинув його емоційно, але не висунув жодного вагомого аргументу, щоб заперечити його раціональність.

## Інші «революції» в економіці

### До Кейнса
Професор Гаррі Джонсон писав, що сучасну економіку можна розглядати як початок, що настав із революцією Сміта проти меркантилізму. До Кейнса було п'ять інших важливих подій в економічній думці, які відбувалися настільки швидко, що їх можна охарактеризувати як революції, найвідомішою з яких є революція Рікардо . Іншою відомою революцією є маргіналістська революція, яка вважається переходом від класичної економіки до неокласичної економіки в 1870-х роках. Разом ці події сформували класичну економічну ортодоксальність, яку критикував Кейнс.
Однак слід зауважити, що в економічній практиці, на відміну від економічної теорії, поведінка індустріальних країн у 19 столітті часто описувалася  як меркантилістська або така, що втілює економічний націоналізм, як в американській школі економічної практики 19 століття.

### Після Кейнса
Підйом монетаризму, особливо в 1970-х роках і завдяки роботі Мілтона Фрідмана, вважається наступною великою зміною в основній економічній теорії та практиці і часом описується як «монетаристська революція». Стагфляція 1970-х років призвела до втрати впливу класичної кейнсіанської економіки, а тривалі напруження між кейнсіанською економікою та неокласичною економікою призвели в 1970-х роках до поділу між новою кейнсіанською економікою та новою класичною макроекономікою; їх також називають школою «солоної води» та школою «прісної води» через американські університети, з якими вони пов'язані. В економіці розвитку цей період називають періодом Вашингтонського консенсусу, а економічне зростання 1980-х, 1990-х і початку 2000-х років називають Великою помірністю.
В академічних колах пік популярності економіки вільного ринку після Другої світової війни припав на 1990-ті роки, коли кілька економістів-прихильників вільного ринку отримали Нобелівську премію. Зростання скептицизму щодо консенсусу щодо вільного ринку було підсилено азіатською фінансовою кризою 1997 року та бульбашкою дот-комів. Фінансова криза 2008 року призвела до відродження інтересу до кейнсіанської економіки, відродження кейнсіанства 2008–2009 років.

## Історичний контекст
Коли Кейнс опублікував свою «Загальну теорію» в 1936 році, вплив економіки вільного ринку на формування політики вже значно зменшився порівняно з тим майже беззаперечним пануванням, яке вона мала у Великій Британії в 1840-1860-х роках.  До середини 1930-х років більша частина першого і другого світу вже перебувала під впливом комунізму або фашизму, і навіть США відійшли від економічної ортодоксальності, запровадивши «Новий курс». Однак у науковій сфері не відбулося відповідного занепаду неокласичної економіки. За словами історика економіки Річарда Кокетта, в академічних колах престиж економіки вільного ринку залишався на піку навіть у 1920-х роках. У 1930-х роках неокласична економіка почала зазнавати критики в академічних колах, хоча спочатку це були різні школи, які, за винятком марксизму, мали переважно лише місцевий вплив, — такі як Стокгольмська школа у Швеції або теоретики адміністративних цін у США.
У 1930 році Кейнс був у віці близько п'ятдесяти років, і в жовтні була опублікована його праця «Трактат про гроші». Вона була піддана критиці Ральфом Хоутрі, Деннісом Робертсоном і Фрідріхом Гаєком. Однак так званий «Цирк», до складу якого входили Річард Кан, Джеймс Мід, П'єро Сраффа, Джоан Робінсон і Остін Робінсон, розпочав семінар для вивчення «Трактату». Кейнс не відвідував ці семінари, але Кан інформував його про їхні дискусії. Кейнс не був під значним впливом неортодоксальних економістів 1930-х років, його «Загальна теорія» була написана в основному в рамках маршаллівської парадигми, хоча з деякими важливими розбіжностями, такими як ідея, що надмірні заощадження можуть бути шкідливими для економіки в цілому. Кейнс стверджує, що коли заощадження перевищують наявні інвестиційні можливості, це унеможливлює отримання прибутку бізнесом в цілому, що призводить до звільнень і зростання безробіття. У розділі 23 «Загальної теорії» Кейнс простежує походження цієї ідеї, серед іншого, до меркантилістських мислителів попередніх трьох століть, до «Байки про бджіл» та до економіста-дисидента Дж. А. Гобсона з його «Фізіологією промисловості» (1889).

## Хід кейнсіанської революції
(Colander & Landreth 1996) стверджують, що кейнсіанська революція складається з трьох компонентів: політичної революції, теоретичної (або інтелектуальної) революції та революції в підручниках. Про них йдеться нижче.

### Інтелектуальна
Революційна теорія Кейнса була викладена в його книзі «Загальна теорія зайнятості, відсотків і грошей», яка зазвичай називається скороченою назвою «Загальна теорія». Під час роботи над книгою Кейнс написав Джорджу Бернарду Шоу: «Я вважаю, що пишу книгу з економічної теорії, яка значною мірою революціонізує, не відразу, але протягом наступних десяти років, спосіб, яким світ мислить про економічні проблеми... Я не просто сподіваюся на те, що кажу, а в душі я в цьому абсолютно впевнений». Професор Кіт Шоу писав, що така впевненість у собі була досить дивовижною, особливо з огляду на те, що ньютонівська революція здобула загальне визнання лише через понад п'ятдесят років, але також і на те, що впевненість Кейнса була цілком виправданою. Джон Кеннет Галбрейт писав, що закон Сея домінував в економічній думці до Кейнса протягом понад століття, і перехід до кейнсіанства був складним. Економісти, які суперечили закону, який припускав, що недозайнятість і недоінвестування (у поєднанні з надмірними заощадженнями) були практично неможливими, ризикували втратити свою кар'єру.
Загальна теорія Кейнса була опублікована в 1936 році і викликала значні суперечки, проте, за словами професора Гордона Флетчера, вона швидко завоювала професійну думку.
На думку біографа лорда Скіделскі, "Загальна теорія" викликала масову реакцію відразу після її виходу, з численними рецензіями в журналах і популярних газетах по всьому світу. Хоча багато вчених були критичними, навіть найсуворіші критики визнавали, що є питання, на які потрібно відповісти. Як і в разі інших теоретичних революцій, молодь була найбільш сприйнятлива, а деякі старші економісти так і не прийняли роботу Кейнса, але до 1939 року погляди Кейнса набули широкого поширення як у Великій Британії, так і в США.

За словами Мюррея Ротбарда, економіста австрійської школи, який рішуче виступав проти Кейнса:
«Загальна теорія» була, принаймні в короткостроковій перспективі, однією з найуспішніших книг усіх часів. За кілька коротких років його «революційна» теорія підкорила економічну професію і незабаром трансформувала державну політику, тоді як старомодна економіка була зметена, без пошани і слави, на смітник історії.
Ротбард далі описує, що до кінця 1930-х років усі послідовники Фрідріха Гаєка в Лондонській школі економіки були переконані ідеями Кейнса — всі економісти, які раніше виступали проти підтримки Кейнсом державного втручання в економіку.
Незважаючи на ранній успіх Кейнса, революційний вплив на теоретичну економіку незабаром зменшився. З кінця 1930-х років почався процес примирення «Загальної теорії» з класичними поглядами на економіку — розвиток, що включав неокейнсіанську, а пізніше і нову кейнсіанську економіку.
Альтернативний погляд на початку революції відстоював Денніс Робертсон, якого Флетчер описав як найсильнішого інтелектуала серед сучасних критиків Кейнса. Ця точка зору полягала в тому, що велике захоплення, викликане «Загальною теорією», було невиправданим — що справді нові ідеї були переоцінені і не підкріплені доказами, а перевірені ідеї були лише добре відомими принципами, поданими в новому вигляді. За словами Гаймана Мінскі, ця позиція зрештою стала домінуючою в академічних колах, хоча вона аж ніяк не є беззаперечною.

### Походження
«Капіталізм — це дивовижна віра в те, що найгірші люди зроблять найгірші речі для найбільшого блага всіх». — Джон Мейнард Кейнс
Лорд Скіделскі писав, що мотивація Кейнса до революції виникла через те, що британська економіка не змогла оговтатися від рецесії після Першої світової війни так, як передбачала класична економічна теорія — протягом 1920-х років безробіття у Великій Британії залишалося на історично високому рівні, якого не було з часів короткого періоду після Наполеонівських воєн. Скіделскі згадує лекцію, прочитану в грудні 1922 року в Британському інституті банкірів, де Кейнс зазначив, що заробітна плата більше не падає разом із цінами, як це було за класичної моделі, частково через силу профспілок і «жорсткість» заробітної плати. Кейнс рекомендував урядове втручання як засіб боротьби з безробіттям у цих обставинах, і він ніколи не відходив від цієї позиції, хоча й уточнював свої думки щодо того, який вид втручання буде найефективнішим. На думку доктора Пітера, революція почалася в 1924 році, коли Кейнс вперше почав пропагувати громадські роботи як засіб, за допомогою якого уряд може стимулювати економіку і боротися з безробіттям. 

### Політика
Хоча багато уваги приділяється впливу на академічну економіку, революція мала також практичний вимір. Вона вплинула на осіб, що приймають рішення в урядах, центральних банках та глобальних інституціях, таких як Міжнародний валютний фонд (МВФ). За словами лорда Скіделскі, революція в політиці почалася ще в грудні 1930 року, коли Кейнс взяв участь у роботі Комітету Макміллана з фінансів та промисловості. Комітет був створений для розробки рекомендацій щодо політики відновлення економіки Великої Британії. Хоча плани Кейнса щодо інтервенціоністських заходів були відхилені, йому все ж вдалося переконати уряд у тому, що класична концепція, згідно з якою заробітна плата знижується разом із цінами, а отже, сприяє відновленню зайнятості після рецесії, є помилковою. Першим урядом, який прийняв кейнсіанську політику управління попитом, була Швеція в 1930-х роках. 
Кейнс мав певний вплив на «Новий курс» президента Рузвельта в 1933–1936 роках, хоча цей пакет заходів не був настільки радикальним і стійким, як того бажав Кейнс. Після 1939 року ідеї Кейнса були прийняті в кінці 1940-х, 1950-х і більшій частині 1960-х років. Цей період інші називали «золотим століттям капіталізму» і «епохою Кейнса». З кінця 1960-х років вплив Кейнса був витіснений успіхом «контрреволюційних» зусиль таких економістів, як Мілтон Фрідман та інших прихильників вільного ринку. Після фінансової кризи 2008 року серед політиків відбулося відродження кейнсіанського мислення на користь активного втручання уряду, що, за словами Financial Times, було «вражаючим розворотом від ортодоксальних поглядів останніх кількох десятиліть».

### Підручники
Важливість та історія підручників вивчені менше, ніж інші аспекти кейнсіанської революції, але деякі вважають, що вони мають фундаментальне значення.
У Сполучених Штатах підручник «Економікс» Пола Самуельсона, виданий у 1948 році, був ключовим підручником, який поширив кейнсіанську революцію. Однак це не був перший кейнсіанський підручник, оскільки йому передував підручник «Елементи економіки» Лорі Таршіс, виданий у 1947 році. Книга Таршіс, перший американський підручник, в якому обговорювалися кейнсіанські ідеї, спочатку була широко прийнята, але згодом зазнала нападів з боку американських консерваторів (в рамках Другої червоної загрози, або маккартизму), спонсори університетів призупинили пожертви, і згодом підручник був в основному вилучений з обігу. Текст Таршіс згодом піддався нападкам в книзі «Бог і людина в Єлі» 1951 року, написаній американським консерватором Вільямом Ф. Баклі-молодшим.
Книга Самуельсона «Економікс» також піддавалася «консервативному тиску бізнесу» і звинуваченням у комунізмі, але нападки були менш «жорстокими», і «Економікс» закріпилася.  Успіх книги Самуельсона пояснюється різними факторами, зокрема, його безпристрасним, науковим стилем, на відміну від більш залученого стилю Таршіса. Наступні тексти наслідували стиль Самуельсона.

## Кейнсіанська революція під питанням
На думку посткейнсіанських економістів та деяких інших, таких як Чарльз Гудхарт, в академічній сфері так звана революція не змогла належним чином стартувати, а неокейнсіанська економіка була кейнсіанською лише за назвою. Такі критики стверджували, що думки Кейнса були неправильно зрозумілі або неправильно представлені провідними популяризаторами революції, засновниками неокейнсіанської економіки, такими як Джон Гікс і Пол Самуельсон.  Посткейнсіанці вважали, що неокейнсіанство надмірно поступалося класичним поглядам. Для Пола Девідсона революція була «перервана» на початку свого розвитку; для Гаймана Мінскі вона була «мертвонародженою»; а для Джоан Робінсон революція призвела до «бастардного кейнсіанства».
Однією з можливих причин такого спотворення є центральна роль, яку відіграла модель IS/LM Джона Гікса в допомозі іншим економістам зрозуміти теорію Кейнса — для посткейнсіанців, а до 1970-х років навіть для самого Гікса, ця модель спотворила бачення Кейнса.
Другою причиною є нападки на більш прогресивні висловлювання Кейнса, що відбулися через маккартизм. Наприклад, хоча спочатку популярний підручник Лорі Таршіс 1947 року, що представляв ідеї Кейнса, «Елементи економіки», незабаром зазнав сильних нападків з боку тих, хто перебував під впливом Маккарті. Місце книги як провідного підручника з ідей Кейнса в Америці зайняв підручник Пола Самуельсона «Принципи економіки». За словами Девідсона, Самуельсон не зрозумів одного з ключових стовпів революції, а саме спростування ергодичної аксіоми (тобто твердження, що економічні рішення завжди приймаються в умовах невизначеності — минуле не є надійним прогнозом майбутнього).
Економісти Роберт Шиллер і Джордж Акерлоф у своїй книзі «Тваринні духи» 2009 року знову підкреслили важливість визнання невизначеності.
Іншою причиною спотворення поглядів Кейнса була його низька участь в інтелектуальних дебатах, що відбулися після публікації його «Загальної теорії», спочатку через серцевий напад у 1937 році, а потім через заклопотаність війною.  Лорд Скіделскі припустив, що, окрім своєї зайнятості та недієздатності, Кейнс не заперечував такі моделі, як IS/LM, оскільки вважав, що з прагматичної точки зору вони були б корисним компромісом.

## Значення
Професор Гордон Флетчер заявив, що «Загальна теорія» Кейнса надала концептуальне обґрунтування політиці урядового втручання в економічні справи, чого бракувало в усталеній економічній науці того часу — це було надзвичайно важливо, оскільки за відсутності належного теоретичного підґрунтя існувала небезпека, що політика помірного втручання буде витіснена екстремістськими рішеннями, як це вже сталося в більшості країн Європи в 1930-х роках, перед початком революції. Майже 80 років по тому, у 2009 році, ідеї Кейнса знову стали центральним джерелом натхнення для глобальної реакції на фінансову кризу 2008 року.